# Concerto pour violoncelle de Lutoslawski
Pour les articles homonymes, voir Concerto pour violoncelle (homonymie).
Le Concerto pour violoncelle et orchestre  fut composé par Witold Lutosławski sur la suggestion en 1967 de Mstislav Rostropovitch appuyée par la commande de la Royal Philharmonic Society de Londres. Le thème général de cette œuvre d'un seul tenant est le conflit entre le soliste et l'orchestre. Selon Galina Vichnevskaïa, c'est une « histoire de Don Quichotte du XXe siècle ».
Il est créé le 14 octobre 1970 à Londres par Rostropovitch.

## Structure
1. Introduction
2. Épisode I
3. Épisode II
4. Épisode III
5. Épisode IV
6. Cantilène
7. Finale

- Durée d'exécution: trente minutes.

## Discographie
| Année | Violoncelliste         | Chef d'orchestre   | Orchestre                                     | Label                               |
| ----- | ---------------------- | ------------------ | --------------------------------------------- | ----------------------------------- |
| 1975  | Mstislav Rostropovitch | Serge Baudo        | Orchestre de Paris                            | EMI Classics                        |
| 1986  | Heinrich Schiff        | Witold Lutoslawski | Symphonie-Orchester des Bayerischen Rundfunks | Philips Digital Classics, 416 817-2 |
| 1995  | Andrzej Bauer          | Antoni Wit         | Polish National Radio Symphony                | Naxos, 8-553625                     |
| 1997  | Wolfgang Boettcher     |                    |                                               | Nimbus Records, NI 5616             |
| 1998  | Torleif Thedéen        | Leif Segerstam     | Swedish Radio Symphony Orchestra              | BIS, CD-937                         |
| 1999  | Pieter Wispelwey       | Jac van Steen      | Netherland Radio Philharmonic                 | Channel Classics, CCS 12998         |
| 2003  | Bruno Weinmeister      | Heinrich Schiff    | Radio Sinfonienorchester Stuttgart des SWR    | Arte Nova classics, 74321 98343 2   |
| 2003  | Julian Steckel         | Wojciech Rajski    | Polish Radio Symphony Orchestra               | Polksie Radio, PRCD 199             |
| 2005  | Rafal Kwiatkowski      | Antoni Wit         | Orchestre philharmonique de Varsovie          | Dux, DUX 0499                       |
| 2012  | Paul Watkins           | Edward Gardner     | BBC Symphony Orchestra                        | Chandos Records, CHSA 5106          |